# Virtuelle Führung
Virtuelle Führung beschreibt die Führung virtueller Teams, deren Mitglieder räumlich oder auch geografisch voneinander getrennt sind, in verschiedenen Zeitzonen arbeiten oder auch aus verschiedenen Kulturen stammen. Zentrale Aspekte virtueller Führung sind nach Liao (2017) auf der Teamebene das Aufbauen von Vertrauen, die Stärkung der Zusammenarbeit und geteilter mentaler Modelle (bspw. Wissen darüber, welche technische Ausrüstung anderen Teammitgliedern zur Verfügung steht), die Bewältigung von Konflikten und die Förderung von geteilter Führung.

## Herausforderungen durch virtuelle Führung
Aufgrund bisheriger Forschungsergebnisse ist anzunehmen, dass sich virtuelle Führung von Führung im nicht-virtuellen Kontext unterscheidet und sich bisherige Erkenntnisse nicht ohne Einschränkungen übertragen lassen. Guttmann (2024) betont, dass der Vertrauensaufbau in virtuellen Teams eine zentrale Herausforderung darstellt. Die digitale Kommunikation erschwert den Aufbau persönlicher Beziehungen, da nonverbale Signale häufig fehlen und der informelle Austausch reduziert wird. Zudem führe die räumliche Distanz oft zu einem Gefühl des Kontrollverlusts bei Führungskräften, was durch klare Kommunikationsstrukturen und den gezielten Einsatz moderner Technologien kompensiert werden muss.